# Dioscorea garrettii
Dioscorea garrettii är en enhjärtbladig växtart som beskrevs av David Prain och Isaac Henry Burkill. Dioscorea garrettii ingår i släktet Dioscorea och familjen Dioscoreaceae. Inga underarter finns listade i Catalogue of Life.